# Isabella Springmuhl Tejada
Isabella Springmuhl Tejada (apelido: Belita; nascida em 23 de fevereiro de 1997) é uma estilista guatemalteca. Ela é considerada a primeira estilista com síndrome de Down. Seus designs foram exibidos no segmento International Fashion Showcase da London Fashion Week em 2016. No mesmo ano, ela foi eleita uma das 100 mulheres da BBC.

## Infância e formação
Isabella é a caçula de quatro filhos. Sua avó materna também era uma estilista e, ainda jovem, desenhava e fazia roupas para suas bonecas. Depois de se formar na faculdade como bacharel em Ciências e Letras, ela se candidatou a uma vaga para estudar moda, mas foi rejeitada por causa de sua síndrome de Down. Ela acabou sendo aceita em uma escola para estudar o assunto.

## Estilo
Em seus designs, Isabella é influenciada pelo folclore guatemalteco. Ela trabalhou com vários artistas indígenas da Guatemala que a influenciaram. Ela faz acessórios, carteiras, ponchos e vestidos, inspirados na cultura de seu país. Ela também faz roupas desenhadas especialmente para pessoas com sua condição. Seus designs são tipicamente vibrantes, com bordados florais coloridos usando tecidos antigos da Guatemala. A BBC diz sobre seu design: "Ela tem seu próprio processo de design. Tudo começa escolhendo tecidos vintage autênticos da Guatemala de seu fornecedor de confiança em Antígua, que são levados de volta ao seu ateliê e trabalhados por uma costureira e um especialista em bordado, tudo de acordo com as especificações de Isabella."

## Reconhecimento
Em 2015, Isabella foi convidada a apresentar seu trabalho no Museu Ixchel de Têxteis e Roupas Indígenas na Guatemala, ocasião na qual ela esgotou sua coleção. Desde então, sua popularidade cresceu e seus designs foram exibidos no Panamá. Em 2016, seus vestidos foram apresentados no segmento International Fashion Showcase da London Fashion Week. Em outubro de 2016 ela foi convidada a ir a Roma para expor seus designs. Por sua contribuição para a moda e por seu trabalho mesmo que sob sua condição, ela foi eleita uma das 100 mulheres da BBC em 2016.